# Застольны альбом
«Застольны альбом» — дебютный студийный альбом белорусской поп-рок-группы Крамбамбуля, основанной лидером рок-группы N.R.M. Лявоном Вольским. Вышел в свет 14 мая 2002 года и посвящён алкогольным напиткам различных стран. Из этого альбома вышла песня «Абсэнт», ставшая первым хитом группы.

## Об альбоме
Альбом посвящён алкогольным напиткам различных стран. Каждая песня выдержана в своей стилистике, подчёркивающей колорит той страны о которой поётся. Альбом записан в Польше в городе Лодзь на студии Кшиштофа Кравчика.
Первым хитом группы стала песня «Абсэнт» с этого альбома. «Когда я принес музыкальную наработку на репетицию, то все смеялись, что это будет „Элен и ребята“, но потом появился текст относительно серьёзный, лирический и всё получилось. Альбом по концепции был интернациональный, а эта песня иллюстрировала Францию и её напиток», — вспоминает Лявон Вольский. На песню был снят видеоклип. Режиссёром работы выступил Владимир Маркевич, а в главной роли снялась музыкальная журналистка и телеведущая Екатерина Невинская. В своём видео авторы попытались воссоздать атмосферу довоенного Парижа. Клип продержался в хит-параде передачи «Клип-обойма» телеканала БТ восемь месяцев, что стало рекордом программы.
По итогам 2002 года «Застольны альбом» стал самым продаваемым белорусским альбомом в Белоруссии. На церемонии награждения лучших музыкантов «Рок-коронация-2002» группа Крамбамбуля была названа «Исполнителем года», а также победила ещё в двух номинациях: «Альбом года» («Застольны альбом») и «Песня года» («Абсэнт»). Музыкальным порталом «Тузін Гітоў» на основе опроса 90 экспертов был составлен рейтинг «100 величайших белорусских песен». В этот список песня «Абсэнт» вошла под 34-м номером.

## Список композиций
| №                   | Название                                         | Длительность |
| ------------------- | ------------------------------------------------ | ------------ |
| 1.                  | «Прадай каня, купі віна»                         | 3:58         |
| 2.                  | «Куфаль піва, келіх віскі»                       | 3:57         |
| 3.                  | «Абсэнт»                                         | 5:34         |
| 4.                  | «Грапа, к’янці ды марціні»                       | 3:18         |
| 5.                  | «Кумыс»                                          | 5:10         |
| 6.                  | «Усходняя ноч»                                   | 4:06         |
| 7.                  | «Маленькі жаўнерык»                              | 4:09         |
| 8.                  | «Балада пра Шэйна Джэка О’Конэлі і яго сіні нос» | 3:06         |
| 9.                  | «Пане каханку»                                   | 5:26         |
| 10.                 | «Нам гарэлкі будзе мала»                         | 4:27         |
| 11.                 | «Кутата-мутата»                                  | 2:34         |
| 12.                 | «Тэкіла і аугард’ентэ»                           | 4:33         |
| 13.                 | «Савецкае шампанскае»                            | 4:29         |
| 14.                 | «Грузінская песьня»                              | 2:31         |
| Общая длительность: | Общая длительность:                              | 57:15        |

## Участники записи
- Лявон Вольский — вокал, гитара
- Сергей Кононович — гитара
- Владислав Плющев — бас-гитара
- Александр Хавкин — скрипка
- Александр Быков — ударные

## Рецензии
В «Музыкальной газете» отметили, что Лявон Вольский в этой работе вышел из своего амплуа «мастера политико-социальных рифм»: «пред нами вполне сложившийся <…> поэт, умеющий сочинять стихи на самые разные темы». «Белорусская газета» поставила альбому 3 балла из 5: «К несчастью поклонников N.R.M. и Zet, ни в одном из наличествующих 14 гимнов богу Бахусу нет ни капли рока — сплошной кабак, пусть дорогой и заграничный. Да и музыки, собственно, тут тоже нет. Так, баловство».